# Busnieku ezera krasts
Busnieku ezera krasts este o arie protejată (arie specială de conservare — SAC, sit de importanță comunitară — SCI, arie de protecție specială avifaunistică — SPA) din Letonia întinsă pe o suprafață de 51,28 ha, integral pe uscat.

## Localizare
Centrul sitului Busnieku ezera krasts este situat la coordonatele 57°26′43″N 21°37′47″E / 57.4452°N 21.6297°E.

## Înființare
Situl Busnieku ezera krasts a fost declarat arie de protecție specială avifaunistică în decembrie 2003 pentru a proteja 2 specii de plante și 1 specie de animale. Alte tipuri de protecție:
- sit de importanță comunitară (în mai 2004)
- arie specială de conservare (în mai 2004)[1][3][4]

## Biodiversitate
Situată în ecoregiunea boreală, aria protejată conține 7 habitate naturale: Dune împădurite din regiunile atlantică, continentală și boreală, Ape puternic oligomezotrofe cu vegetație bentonică cu Chara spp., Mlaștini turboase de tranziție și turbării mișcătoare, Mlaștini calcaroase cu Cladium mariscus și specii de Caricion davallianae, Mlaștini alcaline, Taiga vestică, Păduri caducifoliate de mlaștină fino-scandinave.
La baza desemnării sitului se află mai multe specii protejate:
- plante (2): Dianthus arenarius subsp. arenarius, moșișoare (Liparis loeselii)
- păsări (1): muscar (Ficedula parva)

Pe lângă speciile protejate, pe teritoriul sitului au mai fost identificate 18 specii de plante.